# Fosse no 4 des mines de Vicoigne
La fosse no 4 dite Le Bret ou du Mont des Ermites de la Compagnie des mines de Vicoigne est un ancien charbonnage du Bassin minier du Nord-Pas-de-Calais, situé à Raismes. La fosse Le Bret est ouverte en 1839 par la Compagnie de l'Escaut, qui entreprend également la fosse Évrard. Cette dernière s'associe avec les Compagnie de Cambrai et de Bruille pour former la Compagnie de Vicoigne. Un terril no 173, Vicoigne Est, est édifié au nord de la fosse, accolé à celle-ci. La fosse concentre rapidement la quasi-totalité de l'extraction de la Compagnie de Vicoigne, et ce jusqu'en 1914. Elle est détruite durant la Première Guerre mondiale, et n'assure plus que l'aérage au profit de la fosse no 3 après la reconstruction. Le puits no 4 est remblayé en 1936. La Compagnie des mines de Vicoigne est nationalisée en 1946, et intègre le Groupe de Valenciennes.
Au début du XXIe siècle, Charbonnages de France matérialise la tête de puits no 4. Le carreau de fosse et le terril sont entièrement recouverts par la forêt.

## La fosse

### Fonçage
La fosse Le Bret est ouverte en 1839 par la Compagnie de l'Escaut, dans le hameau de Vicoigne à Raismes, ainsi que la fosse Évrard. Cette même année, les compagnies de Cambrai et de Bruille ouvrent respectivement les fosses Boitelle et Ewbank dans le même hameau. L'administration des Mines parvient à convaincre les dirigeants des compagnies de s'unir, et ceux-ci fondent la Compagnie des mines de Vicoigne, une situation similaire entraîne la création de la Compagnie des mines d'Azincourt par la fusion de quatre sociétés.
L'ordonnance du 12 septembre 1841 institue la concession de Vicoigne, sur une superficie de 1 320 hectares. Les fosses Boitelle, Évrard, Ewbank et Le Bret deviennent alors respectivement les fosses nos 1, 2, 3 et 4 des mines de Vicoigne,.

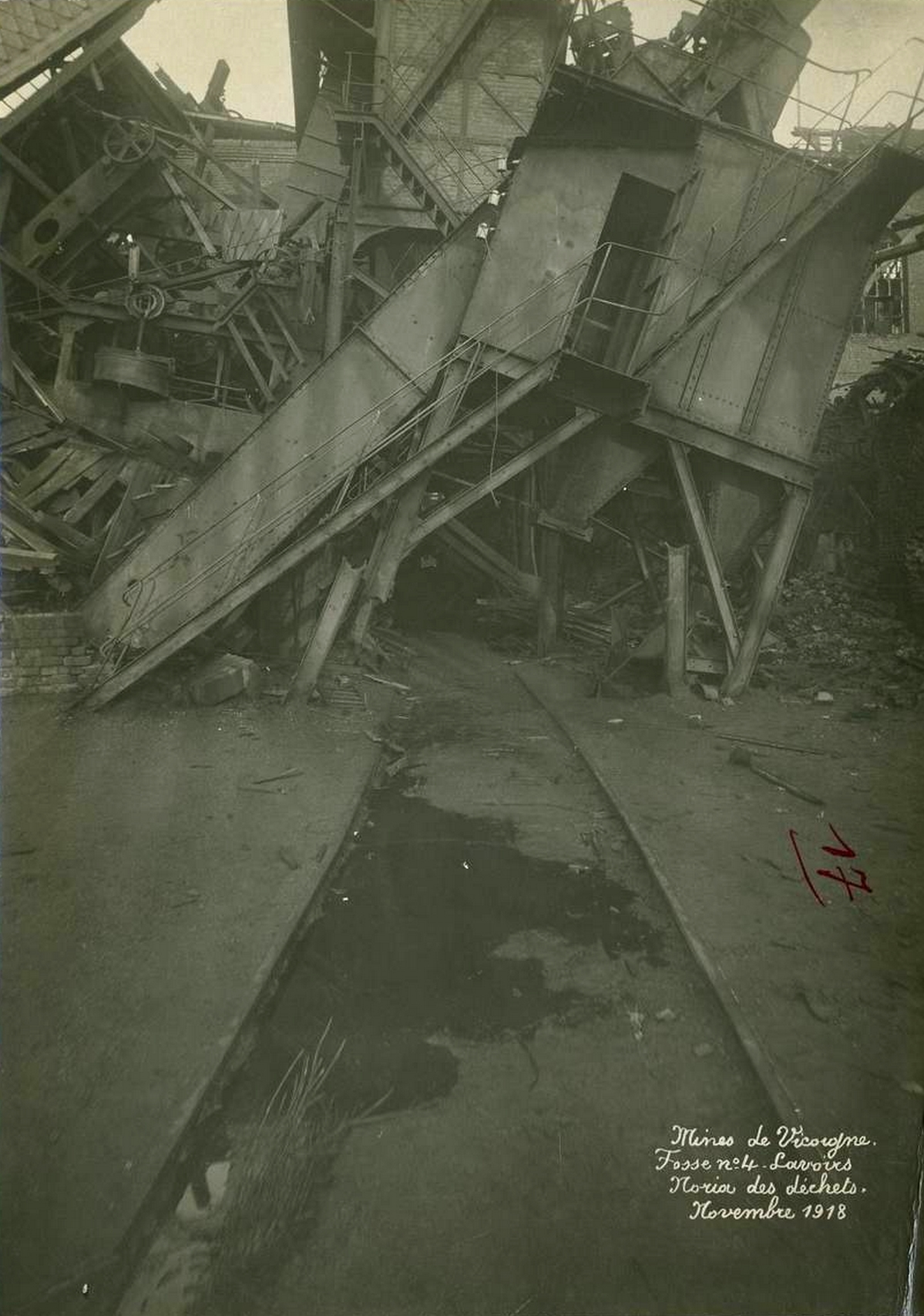
Les lavoirs détruits durant la guerre.

La fosse no 4 est situé à 240 mètres seulement de la limite orientale de la concession. L'orifice du puits est situé à l'altitude de 21 mètres. Le terrain houiller est atteint à la profondeur de 83 mètres ou 92 mètres,, entre les affleurements des seconds plats de Sainte-Barbe et de Veine du midi. La fosse est également nommée fosse du Mont des Ermites.

### Exploitation
La fosse no 4 est située à 1 217 mètres à l'est-sud-est de la fosse no 1, à 1 188 mètres au nord-est de la fosse no 2 et à 727 mètres au nord-est de la fosse no 3.
Le torrent a fourni une quantité d'eau considérable. En 1854, au niveau de 146 mètres, les travaux du deuxième plat de Saint-Louis ont donné subitement une venue de 4 000 hectolitres par 24 heures.
Face à la proximité des fosses entre elles, la fosse no 4 concentre la quasi-totalité de l'extraction jusqu'en 1914. Elle est détruite durant la Première Guerre mondiale, et ne sert plus après qu'à l'aérage, la fosse no 3 étant devenu le siège de concentration de la compagnie à partir de 1920. Le puits no 4, profond de 337 mètres, est remblayé en 1936. Les installations sont ensuite détruites.
La Compagnie des mines de Vicoigne est nationalisée en 1946, et intègre le Groupe de Valenciennes.

### Architecture
Le chevalement construit en 1860 est de type quatre montants inclinés ; ce type d'architecture caractérise les fosses de la Compagnie des mines d'Anzin vers 1880. Le chevalement en bois repose sur un massif de briques maçonnées de cinq mètres de haut et vingt-et-un mètres de côté. Cette construction abrite au rez-de-chaussée la salle des mineurs, la lampisterie, les magasins, ainsi que divers ateliers. Quant à l'étage, il est utilisé pour la réception des wagonnets de mine. L'axe des molettes se trouve à 10,5 mètres de hauteur.

### Reconversion
Au début du XXIe siècle, Charbonnages de France matérialise la tête de puits. Le BRGM y effectue des inspections chaque année. La dalle en béton armé octogonale ressort particulièrement bien du sol. Il ne reste rien de la fosse, dont la forêt s'est développée sur le terril et le carreau.

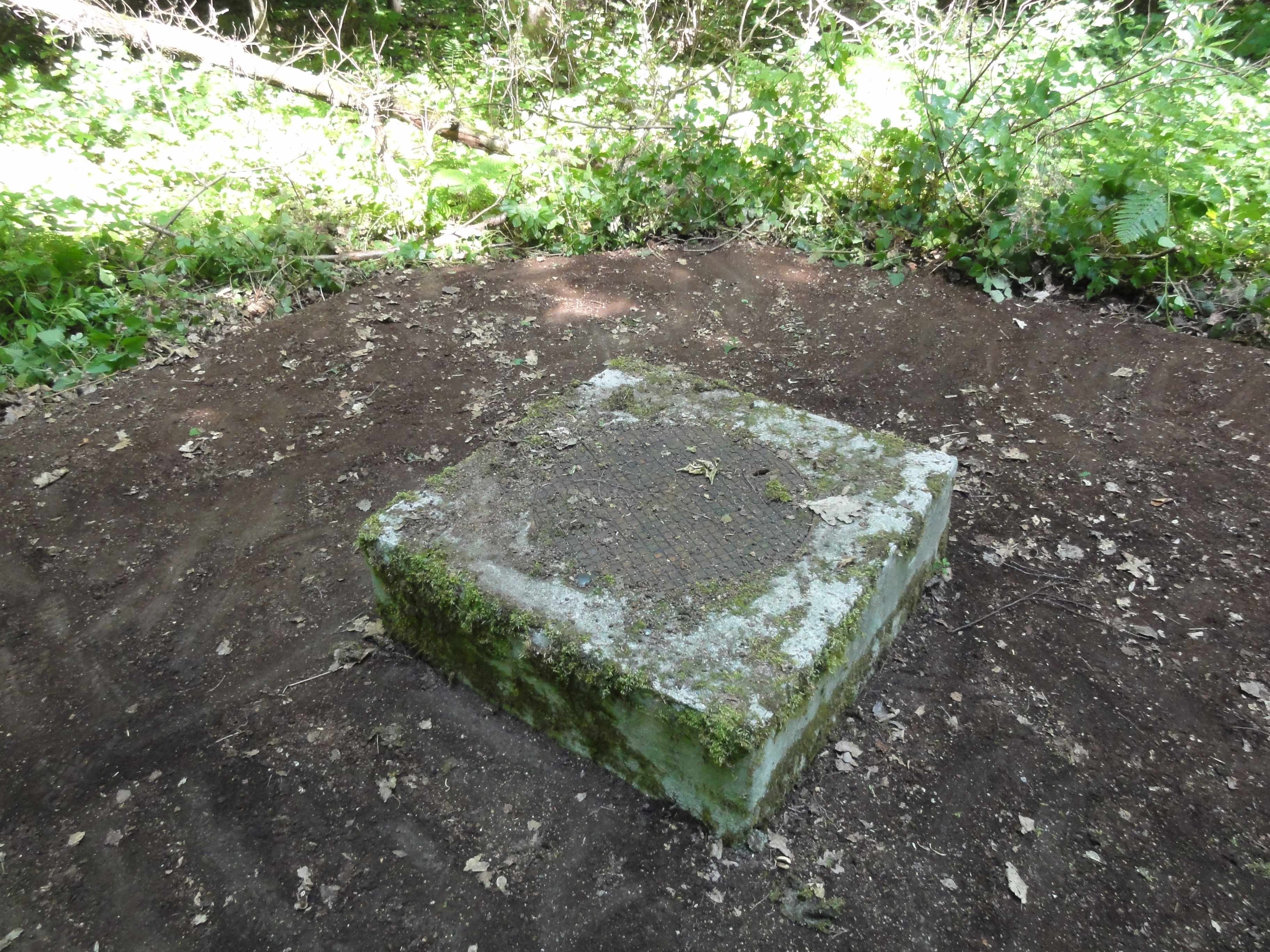
La tête de puits matérialisée.
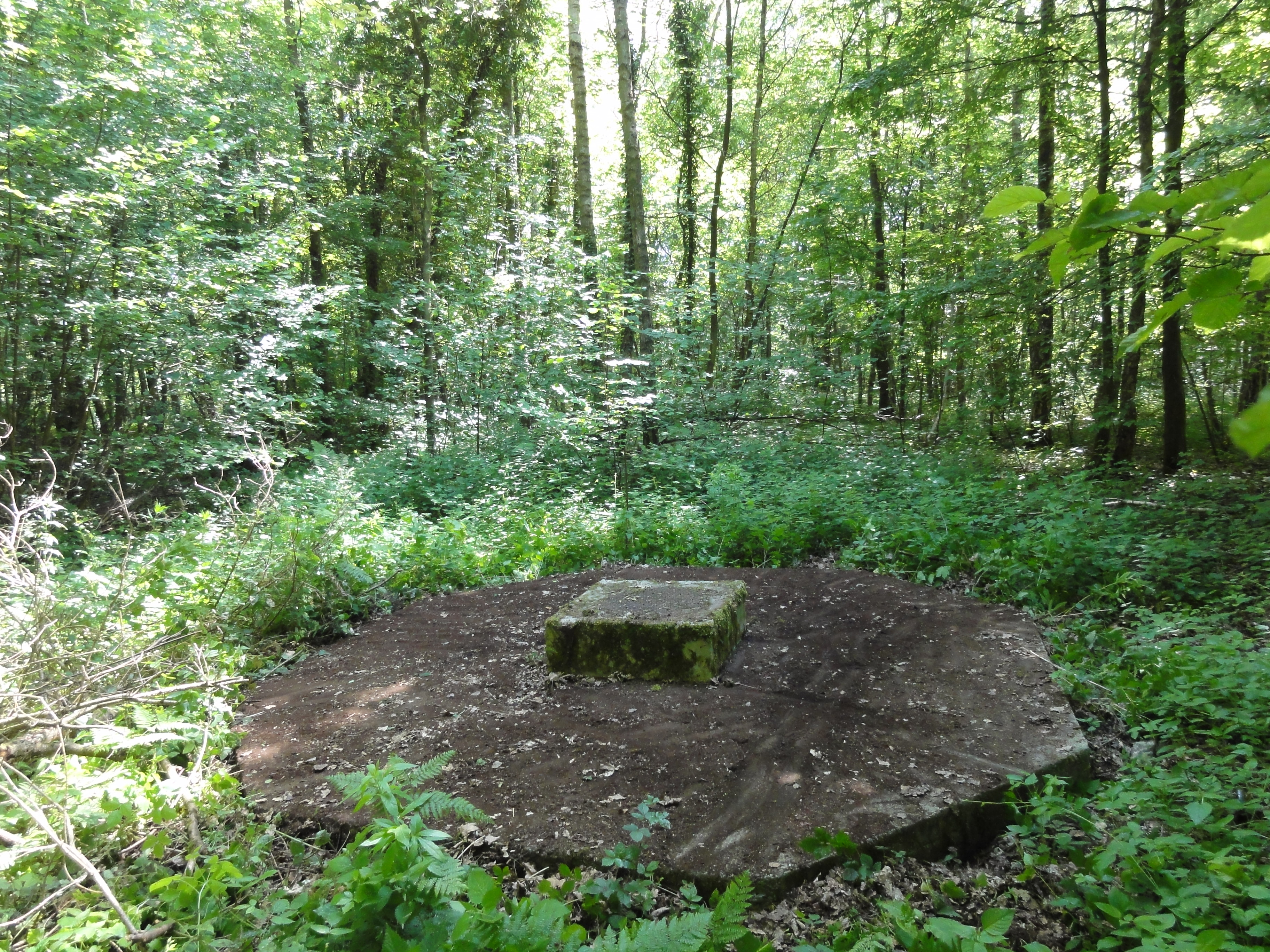
Le puits dans son environnement.
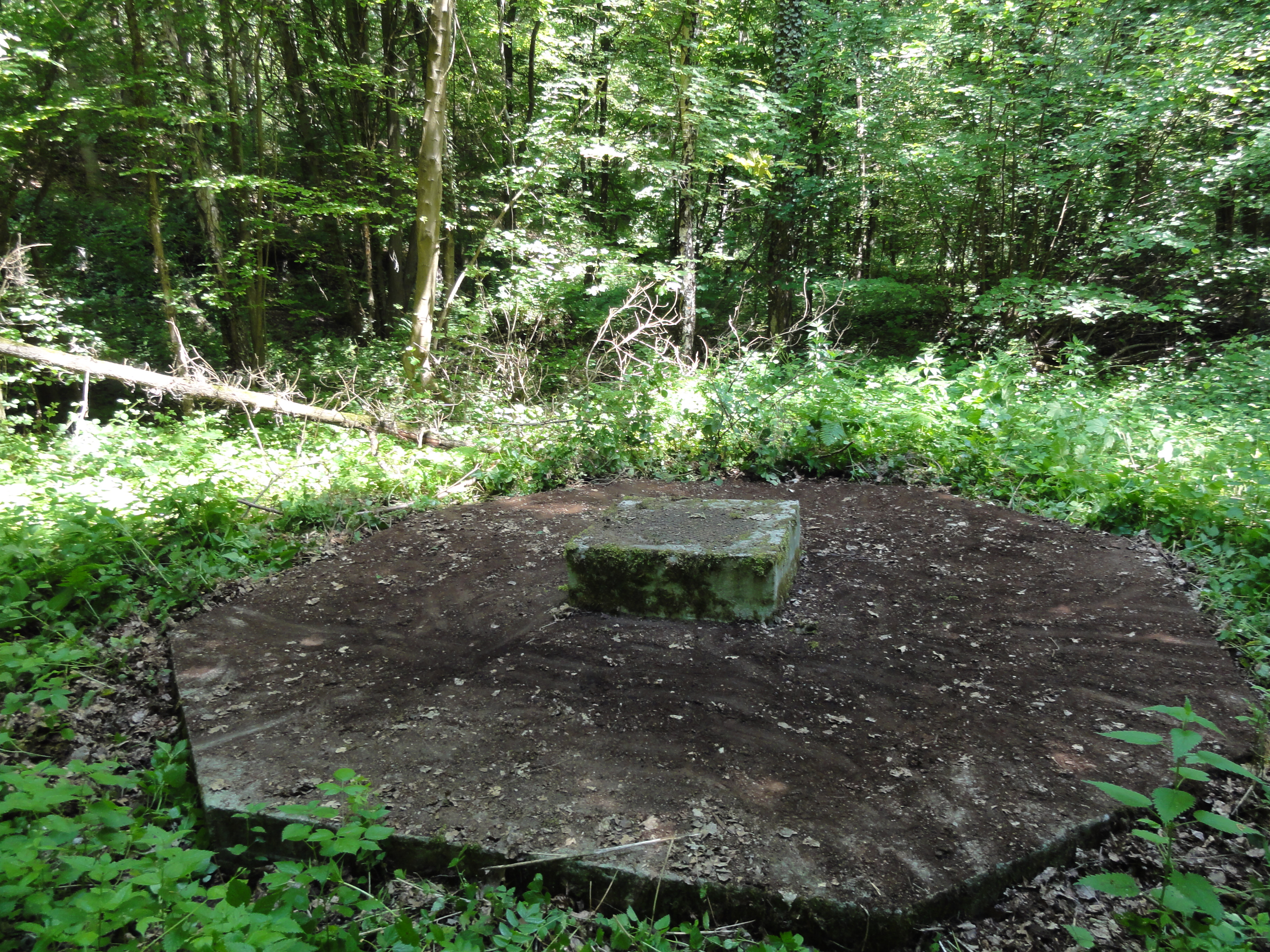
Le puits dans son environnement.
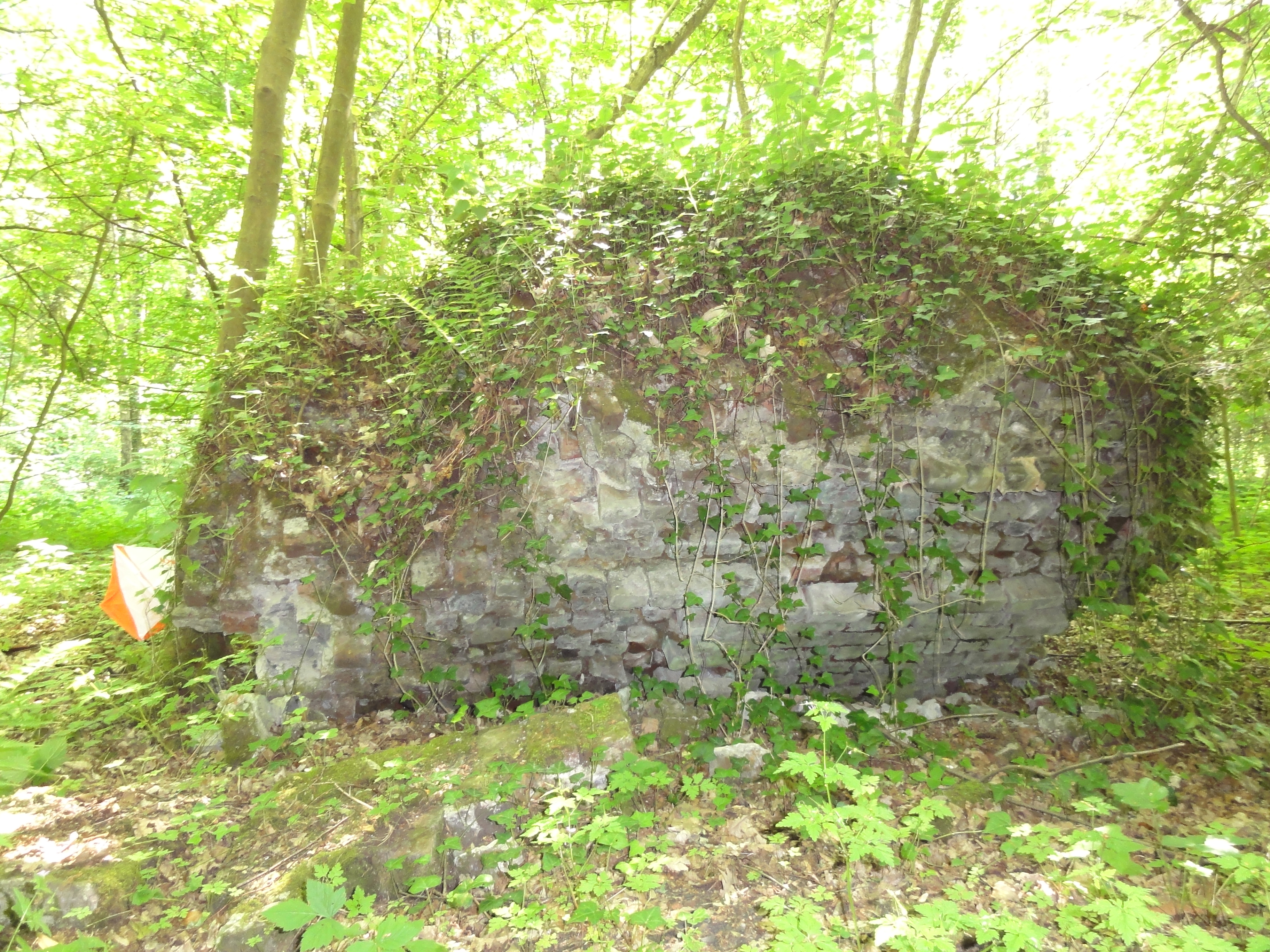
Des vestiges de maçonneries.
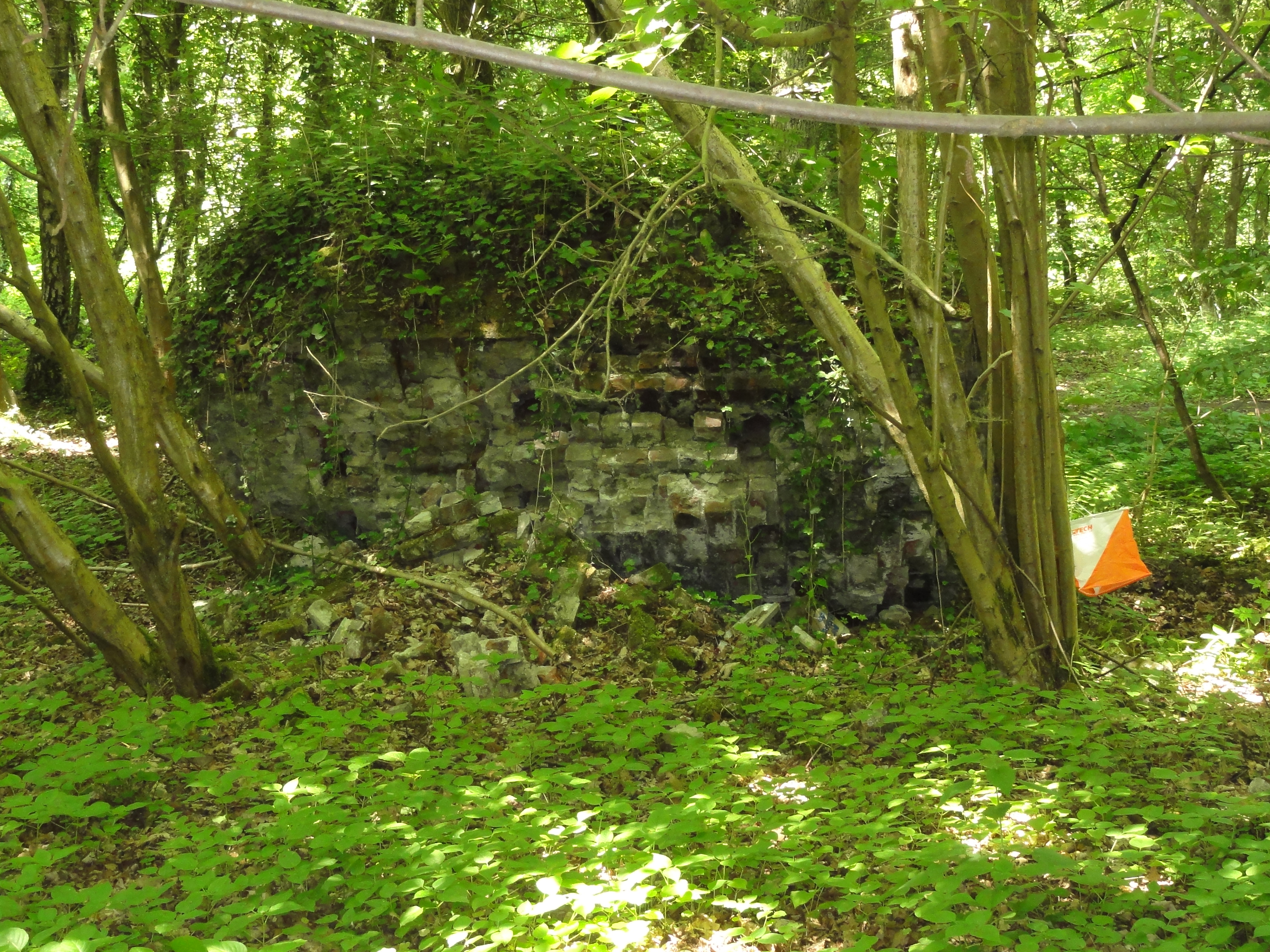
Des vestiges de maçonneries.

## Le terril

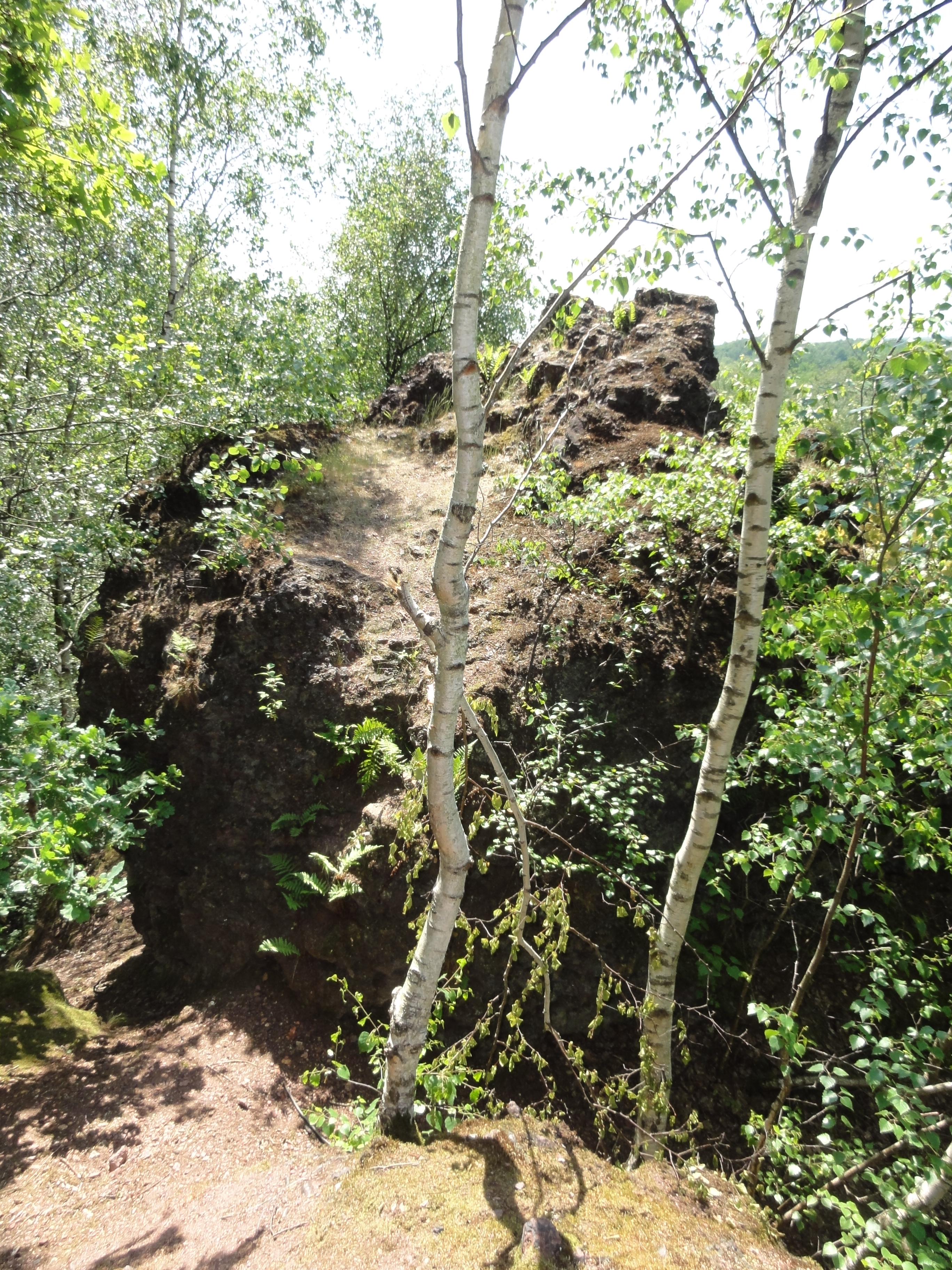
Le terril Vicoigne Est.

50° 24′ 38″ N, 3° 28′ 20″ E
Le terril no 173, Vicoigne Est, est situé à Raismes, dans le hameau de Vicoigne, au nord de la fosse no 4 des mines de Vicoigne, qui l'alimentait. Il est plat, haut de dix-sept mètres et boisé. Il est difficile à distinguer parmi la forêt,.